# Isolotti Bucci
Gli isolotti Bucci, scogli Buch o Buc (in croato: Buč Veli e Buč Mali) sono una coppia di isolotti disabitati della Dalmazia settentrionale in Croazia; fanno parte delle isole Incoronate. Amministrativamente appartengono al comune di Sale, nella regione zaratina.

## Geografia
Gli isolotti Bucci si trovano a nord dell'isola Incoronata, nel canale di Zut (Žutski kanal), tra l'isola di Catena e Zut. L'isolotto maggiore si trova all'ingresso nord-est del canale Proversa Grande (Vela Proversa) che separa Catena da Incoronata. Il tratto di mare racchiuso tra Bucci Grande, Abba Superiore e la costa orientale di Catena si chiama porto Proversa o porto Proversa Grande (luka Proversa).
- Bucci Grande[2], Buch grande[4] o Buch[9]  (Buč Veli), è l'isolotto maggiore, ha la forma di un otto e la sua lunghezza è di circa 560 m[1]. Ha una superficie di 0,107 km²[10], uno sviluppo costiero di 1,49 km[10] e un'altezza massima di 42 m[1]. La sua distanza dall'isola Incoronata è di soli 60 m[1].
- Bucci Piccolo[2] o Buch piccolo[4] (Buč Mali), il minore, è uno scoglio ovale con un'area di 0,029 km²[10], una costa lunga 0,7 km[10] e un'altezza di 25 m[1]. Si trova a est di Bucci Grande, da cui dista circa 200 m[1], a nord di valle Strisna[4] (uvala Lupešćina) e a 980 m[1] circa da punta Bodovaz[4] (Bodovac), la punta più occidentale di Zut 43°52′45″N 15°14′29″E.

### Isole adiacenti
- Katinica (o Prijateljica), piccolo scoglio al centro di porto Proversa, tra Catena e Bucci Grande, da cui dista circa 240 m[1]; ha un'area di 753 m²[6] e un'altezza di 2 m[1] 43°52′53″N 15°13′51″E.
- scoglio Kamicich[4][9] (hrid Kamičić), piccolo scoglio con un'area di 358 m²[6]; si trova di fronte a valle Strisna, circa 180 m[1] a sud-est di Bucci Piccolo 43°52′33.75″N 15°14′42.14″E.

### Cartografia
- (HR) Mappa topografica della Croazia 1:25000, su preglednik.arkod.hr. URL consultato il 3 ottobre 2017.
- G. Giani, Carta prospettiva delle Comuni censuarie della Dalmazia, foglio 2, 1839. Fondo Miscellanea cartografica catastale, Archivio di Stato di Trieste.
- Carta di cabottaggio del mare Adriatico, foglio VII, Milano, Istituto geografico militare, 1822-1824. URL consultato il 3 ottobre 2017 (archiviato dall'url originale il 13 aprile 2013).